# Capsien
Subdivisions
typique / supérieur

Le Capsien est une culture archéologique du Maghreb, qui apparait durant l'Holocène dans la région allant de Gafsa (centre-ouest de l'actuelle Tunisie) à Tébessa (nord-est de l'actuelle Algérie), et qui s'étend ensuite jusqu'à l'ouest de l'Algérie, du milieu du VIIIe millénaire av. J.-C. à la fin du Ve millénaire av. J.-C.Anthropologiquement, l'homme Capsien est considéré comme ancestral au type berbère,,,

## Historique
Le Capsien a été nommé et défini en 1909 par Jacques de Morgan et Louis Capitan, d'après le gisement préhistorique d'El Mekta, situé en Tunisie, près de Gafsa. La dénomination est tirée de Capsa, le nom antique de cette ville.

## Extension géographique
La culture capsienne était principalement localisée à la frontière algéro-tunisienne dans les régions de Gafsa et de Tébessa. Mais en termes de superficie, elle s'étendait sur presque tout le nord de l'Algérie, atteignant Tiaret.Toutefois des cultures aux influences capsiennes ont aussi été découvertes au Maroc, dans le Haut Atlas (Télouet) et dans le Moyen Atlas (Sidi Ali). Le Capsien est une culture continentale des Hautes-Plaines.
Les sites capsiens sous abri représentent une exception : dans la plupart des cas, ce sont des campements en plein air. Autour de points d'eau, au sommet de caps dominant les plaines, sur les cols de montagne, la teinte grise des cendres nues révèle leur présence.

## Chronologie
Le Capsien s'étend d'environ 7500 à 4000 av. J.-C. Il est traditionnellement divisé en deux horizons, le Capsien typique et le Capsien supérieur, qui sont parfois trouvés en séquence chronostratigraphique. Ils représentent des variantes d'une tradition, les différences entre eux étant à la fois typologiques, technologiques et économiques,,.
Les fouilles du gisement préhistorique d'El Mekta, en Tunisie, conduites en 2012, ont permis de proposer une séquence d'occupations distinctes du site, autour de 7500 av. J.-C. pour le Capsien typique, et à partir de 6200 av. J.-C. pour le Capsien supérieur.
Toutefois, un Capsien plus ancien que celui de Tunisie a été mis en évidence en Algérie.

## Mode de subsistance
Le régime des hommes du Capsien incluait une grande variété d'espèces, allant des ruminants comme le mouflon ou la gazelle dorcas, aux carnivores comme le lion, le chacal ou la hyène tachetée, en passant par diverses espèces de rongeurs, d'oiseaux et de reptiles.
Les os d'antilope bubale (Alcelaphus buselaphus) sont trouvés de manière constante et importante dans les gisements capsiens. D'après les analyses de E. Higgs, il est possible que les hommes du Capsien aient domestiqué cette espèce, au vu du choix constant et délibéré pour les jeunes bêtes.
Les anciennes fouilles n'ont pas permis de mettre au jour de vestiges pouvant nous renseigner sur les plantes consommées,, mais des données plus récentes révèlent l'importance des plantes dans l'alimentation et dans la fabrication d'outils domestiques,. David Lubell estime que la chasse n’assurait qu’une partie de leurs besoins alimentaires, qui étaient complétés par les ressources végétales.

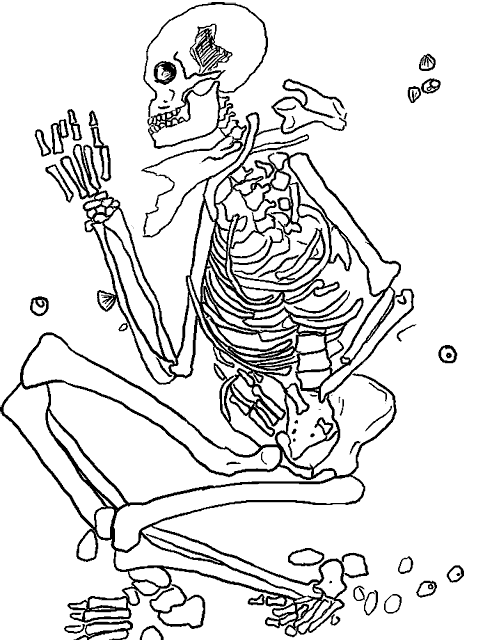
Sépulture d'un homme du Capsien.

## Caractéristiques
La majorité des sépultures capsiennes sont composées d'individus inhumés individuellement.
M.-C. Chamla et Denise Ferembach nous disent : « La mutilation dentaire était une pratique courante. L’avulsion mixte des incisives au maxillaire et à la mandibule était généralement pratiquée, plus souvent chez les femmes que chez les hommes (pourcentage d’avulsions chez 15 hommes, 46,6 %, chez 18 femmes 77,7 %). »
On a trouvé sur les sites capsiens des restes d'ocre, coloriant les outils et les corps. Des coquilles d'œufs d'autruche ont été utilisées pour fabriquer des perles et des récipients. Des coquillages étaient exploités pour confectionner des colliers, mais aussi comme poids de filets pour la pêche près des sites côtiers, comme à SHM-1 (Hergla).

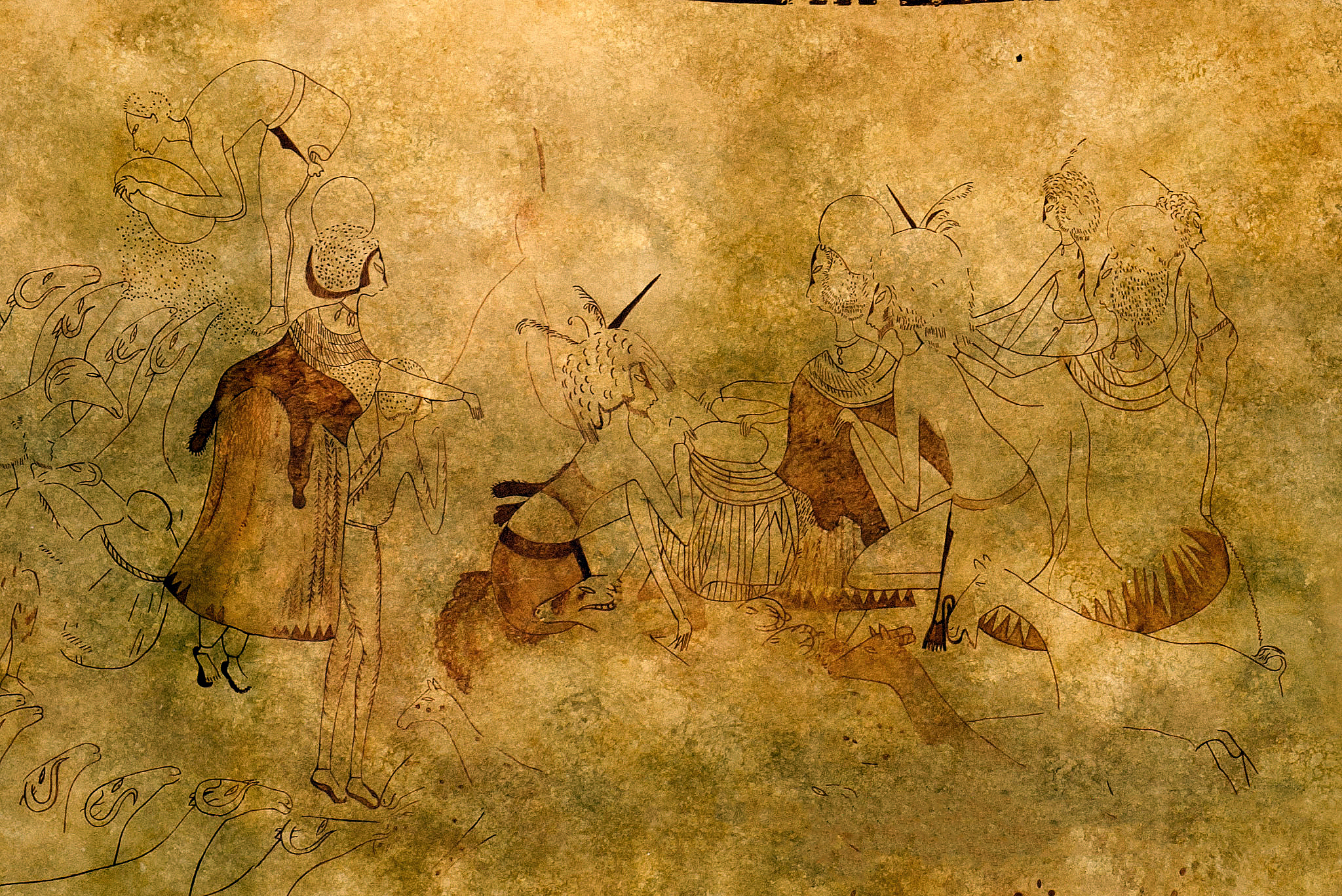
Peinture rupestre de Iheren en Algérie

L'art Capsien, avec ses formes géométriques si caractéristiques, serait à l'origine de l'art berbère tel que nous le connaissons.
Les capsiens pourraient s'apparenter aux Libyens antiques. En effet, des plumes d'autruches ont été retrouvées dans des sites capsiens et l'on pense qu'elles étaient portées par ces derniers. Ainsi, certaines peintures rupestres du Sahara attesteraient de l'extension des capsiens dans le Sud. On pourrait notamment citer le site de Iheren en Algérie, daté de 5000 ans, représentant exclusivement des populations méditerranéennes, proches de celles illustrées dans les bas-reliefs égyptiens, qui sont considérées comme des paléoberbères,,.

## Type humain associé

### Anthropologie physique
Sur la base de la morphologie crânienne, les populations capsiennes sont de type proto-méditerranéen, donc différent de celui de l'Homme de Mechta-Afalou associé à la culture ibéromaurusienne (Paléolithique supérieur du Maghreb). Ce dernier semble morphologiquement plus proche des populations cromagnoïdes européennes du Paléolithique supérieur, alors que les hommes de culture capsienne montreraient des similitudes avec les hommes du Natoufien terminal de Palestine.
L'analyse des traits dentaires des fossiles humains du Capsien a montré qu'ils étaient étroitement liés aux populations nord-africaines actuelles habitant le Maghreb, la vallée du Nil, et les îles Canaries.
Les fossiles capsiens paraissent en revanche complètement différents des populations subsahariennes actuelles parlant des langues nigéro-congolaises, nilo-sahariennes ou khoisan, ainsi que des habitants de la période mésolithique du Djebel Sahaba, en Nubie.
On place habituellement les Capsiens comme les ancêtres directs des Numides.

### Langue
Compte tenu de l'horizon temporel et de l'extension géographique du Capsien, certains linguistes ont associé cette culture aux premiers locuteurs de langues afro-asiatiques présents en Afrique du Nord.

## Génétique
Les différentes études génétiques sur les populations nord-africaines anciennes menées depuis la fin des années 2010, ont produit des résultats qui affinent les anciennes hypothèses.
Ainsi au Paléolithique supérieur, selon une étude de mars 2018, les Natoufiens, au Levant, et les Ibéromaurusiens, qui précédaient les Capsiens au Maghreb, auraient hérité d'un ADN commun provenant d'une population ayant vécu en Afrique du Nord ou au Proche-Orient il y a plus de 24 000 ans.
Une autre étude de juin 2018 conclut que, plus tard au Néolithique, des fermiers venus de la péninsule ibérique, de l'aire culturelle cardiale, seraient venus en Afrique du Nord, contribuant au trois quarts de l'ascendance locale. Mais, cependant, entre 20 et 50 % du patrimoine génétique des Maghrébins modernes serait encore issu des Ibéromaurusiens.
En 2025, une étude menée par des chercheurs de l'Université Harvard a analysé l'ADN de huit individus du Paléolithique supérieur et du Néolithique de Tunisie et un d'Algérie, régions non analysées jusqu'alors pour cette période. Les résultats montrent que les habitants de l'est du  Maghreb pendant cette période étaient principalement d'origine nord-africaine locale, similaires aux populations de l'âge de pierre de Taforalt et d'Ifri N'Ammar au Maroc. Cela indique une large distribution géographique et temporelle d'une composante génétique distinctive dans la région. Certains de ces génomes datant du Néolithique supérieur ont reçu une contribution d'agriculteurs européens (~7 000 AP) puis de groupes levantins (~6 800 AP). Mais contrairement aux chasseurs-cueilleurs du Maghreb occidental — dont l'ascendance a été largement remplacée sur certains sites par des agriculteurs européens arrivant probablement par le détroit de Gibraltar — l'ascendance locale a persisté en Tunisie et en Algérie longtemps après l'arrivée des agriculteurs d'Europe et du Levant. Un échantillon de Djebba, en Tunisie, a également révélé une ascendance de chasseurs-cueilleurs européens remontant à environ ~8 000 AP, probablement due aux migrations humaines à travers le détroit de Sicile. En termes d’haplogroupes paternels et maternels, l’étude a identifié essentiellement les mêmes lignées que celles des individus du Maroc de la même période analysés en 2018, soit U6 du coté maternel et E-M78 du coté paternel.